# Marat Bikmayev
Marat Bikmayev (ros. Марат Бикмаев, Marat Bikmajew, ur. 1 stycznia 1986 w Taszkencie) – uzbecki piłkarz grający na pozycji napastnika.

## Kariera klubowa
Bikmayev pochodzi ze stolicy Uzbekistanu, Taszkentu. Jego pierwszym klubem w piłkarskiej karierze był tamtejszy Paxtakor Taszkent, w barwach którego Marat zadebiutował w 2002 roku w wieku 16 lat. 18 października w 24. kolejce ligowej zdobył swojego pierwszego gola w historii występów pierwszej ligi. W całym sezonie wystąpił w 7 ligowych meczach i został mistrzem kraju oraz zdobył Puchar Uzbekistanu. W 2003 roku Bikmayev po raz drugi wywalczył dublet na krajowych boiskach, a miał w tym duży udział, gdyż uzyskał 9 goli dla swojego zespołu w 24 rozegranych meczach. Pierwszą część sezonu 2004 Marat również rozpoczął w barwach klubu z Taszkentu, jednak jego talent został zauważony w Rosji i jasne było, iż w końcu opuści ojczyznę.
Latem 2004 Bikmayev podpisał kontrakt z Krylią Sowietow Samara, jednak do końca roku ani razu nie pojawił się na boisku. W rosyjskiej Premier Lidze zadebiutował dopiero w 2005 roku, jednak sezon ten nie był dla niego udany, gdyż zagrał raptem w 5 ligowych meczach, a Krylja zajmując 14. pozycję z trudem utrzymała się w lidze. Na początku 2006 roku Bikmayev przeszedł do Rubina Kazań i z klubem tym zakończył rozgrywki ligi rosyjskiej na wysokim 5. miejscu.
W 2008 roku Bikmayev przeszedł do Spartaka Nalczyk. Z kolei w połowie 2010 roku został piłkarzem Ałaniji Władykaukaz.
| Sezon   | Klub                   | Kraj       | Rozgrywki              | Mecze | Bramki |
| ------- | ---------------------- | ---------- | ---------------------- | ----- | ------ |
| 2002    | Paxtakor Taszkent      | Uzbekistan | Olij Liga              | 7     | 1      |
| 2003    | Paxtakor Taszkent      | Uzbekistan | Olij Liga              | 24    | 9      |
| 2004    | Paxtakor Taszkent      | Uzbekistan | Olij Liga              | 8     | 4      |
| 2004    | Krylja Sowietow Samara | Rosja      | Priemjer-Liga          | 0     | 0      |
| 2005    | Krylja Sowietow Samara | Rosja      | Priemjer-Liga          | 5     | 0      |
| 2006    | Rubin Kazań            | Rosja      | Priemjer-Liga          | 0     | 0      |
| 2007    | Rubin Kazań            | Rosja      | Priemjer-Liga          | 0     | 0      |
| 2008    | Spartak Nalczyk        | Rosja      | Priemjer-Liga          | 13    | 2      |
| 2009    | Spartak Nalczyk        | Rosja      | Priemjer-Liga          | 23    | 0      |
| 2010    | Spartak Nalczyk        | Rosja      | Priemjer-Liga          | 12    | 1      |
| 2010    | Ałanija Władykaukaz    | Rosja      | Priemjer-Liga          | 13    | 2      |
| 2011/12 | Ałanija Władykaukaz    | Rosja      | Priemjer-Liga          | 43    | 11     |
| 2012    | FK Aktöbe              | Kazachstan | kazachska Premier Liga | 9     | 0      |
| 2013    | FK Aktöbe              | Kazachstan | kazachska Premier Liga | 12    | 0      |
| 2014    | Lokomotiv Taszkent     | Uzbekistan | Olij Liga              | 4     | 2      |
| 2015    | Lokomotiv Taszkent     | Uzbekistan | Olij Liga              | 27    | 11     |
| 2016    | Lokomotiv Taszkent     | Uzbekistan | Olij Liga              | 27    | 12     |
| 2017    | Lokomotiv Taszkent     | Uzbekistan | Olij Liga              | 25    | 26     |
| 2018    | Lokomotiv Taszkent     | Uzbekistan | Olij Liga              | 29    | 14     |

## Kariera reprezentacyjna
W reprezentacji Uzbekistanu Bikmayev zadebiutował 31 marca 2004 w wygranym 1:0 wyjazdowym meczu z Chińskim Tajpej rozegranym w ramach kwalifikacji do MŚ w Niemczech. W tym samym roku zdobył swoją pierwszą bramkę w kadrze – 8 września w wygranym 3:0 wyjazdowym meczu z Palestyną. Ogółem w kwalifikacjach do Mistrzostw Świata Bikmayev zagrał w 8 meczach i zdobył 1 gola, najczęściej grając w ataku u boku najbardziej znanego piłkarza Uzbekistanu, Maksima Szackich. Uzbekistan nie zdołał jednak awansować do turnieju w Niemczech odpadając w play-off azjatyckich po meczach z Bahrajnem.